# Proyecto Montauk

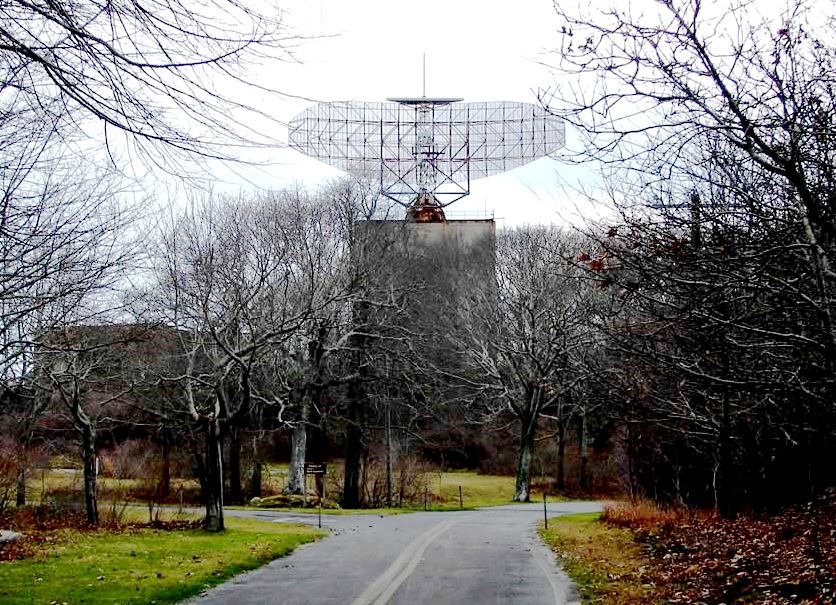
Antena de radar AN/FPS-35 en State Park, Nueva York. Es una pieza clave en la teoría del Proyecto Montauk

El Proyecto Montauk es una teoría conspirativa que proclama la existencia de un supuesto proyecto extremadamente secreto del gobierno de Estados Unidos llevado a cabo en Camp Hero o Estación de la Fuerza Aérea de Montauk, en Long Island, con el fin de desarrollar técnicas de guerra psicológica e investigaciones exóticas, incluyendo viajes en el tiempo. Jacques Vallée describe al Proyecto Montauk como una consecuencia del Experimento Filadelfia.

## Resumen
Las teorías conspirativas sobre el Proyecto Montauk han circulado desde principios de 1980. Según el astrofísico y ufólogo Jacques Vallée, el Experimento Montauk parece tener su origen en el relato de Preston Nichols, que dijo haber recuperado recuerdos reprimidos de su propia participación.
No existe una versión definitiva de la historia del proyecto Montauk, aunque las más comunes lo describen como una extensión o continuación del Experimento Filadelfia, que supuestamente tuvo lugar en 1943. Según los defensores, el Experimento Filadelfia supuestamente estuvo dirigido a hacer al USS Eldridge (DE-173) invisible al radar, con resultados desastrosos. Los investigadores sobrevivientes del Experimento Filadelfia se reunieron en 1952-1953 con el objetivo de continuar su trabajo anterior sobre la manipulación del "blindaje electromagnético" que se habría utilizado para hacer al USS Eldridge invisible al radar e, incluso, al ojo desnudo, y deseaban investigar las posibles aplicaciones militares de la manipulación del campo magnético como medio de guerra psicológica. 
Versiones comunes de la historia proponen que, en un principio, el proyecto fue rechazado por el Congreso de los Estados Unidos, debido a las dudas sobre sus potenciales resultados. En cambio, los investigadores recibieron el apoyo del Departamento de Defensa, después de prometer el desarrollo de un arma que inmediatamente podría desencadenar síntomas psicóticos. La teoría de la conspiración se refiere a que la financiación provenía de un gran alijo de oro nazi que se encontraba en un tren descubierto por soldados de EE. UU. cerca de la frontera con Suiza, en Francia. Los defensores alegan que el tren fue destruido, y todos los soldados involucrados en el descubrimiento fueron asesinados como parte del encubrimiento. 
Después de la financiación del proyecto, el trabajo habría comenzado en el Brookhaven National Laboratory (BNL) en Long Island, Nueva York, bajo el nombre de "Proyecto Phoenix", pero el proyecto requería una gran antena de radar. La Fuerza Aérea de Estados Unidos tenía una base fuera de servicio en Montauk, Nueva York, no muy lejos de la BNL, que tenía una completa instalación de radar SAGE. El sitio era grande y remoto, con la localidad de Montauk todavía no convertida en una atracción turística. El acceso al agua supuestamente permitía que los equipos que se movieran dentro y fuera no fueran detectados. Clave para las alegaciones al Proyecto Montauk es el radar SAGE, que trabajaba en una frecuencia de 400 - 425 MHz, proporcionando acceso a la gama de 410 - 420 MHz, frecuencias que, según los defensores de la teoría, repercuten patológicamente en el sistema nervioso humano.
Sin embargo, Montauk AFS se mantuvo en funcionamiento hasta el año 1981. El sitio fue abierto al público el 18 de septiembre de 2002. La torre del radar se ha colocado en el Registro Estatal y Nacional de Lugares Históricos. Hay planes para un museo, centrado en la Segunda Guerra Mundial y la historia de la Guerra Fría.